# La Leçon de musique (Boucher)
Pour les articles homonymes, voir La Leçon de musique.
La Leçon de musique est un tableau du XVIIIe siècle attribué au peintre français François Boucher. Cette huile sur toile est une idylle qui représente un jeune homme et une jeune femme jouant de la musique au pied d'une fontaine et d'une sculpture de sphinge. L'œuvre fait partie depuis 1928 des collections du musée Cognacq-Jay, à Paris.